# Hyposmocoma kikokolu
Hyposmocoma kikokolu — вид молі. Ендемік гавайського роду Hyposmocoma.

## Поширення
Зустрічається на острові Ніхоа.

## Опис
Личинки плетуть кокон. Кокон гусениці — від сірого до сіро-коричневого кольору, конічної форми, довжиною 6,0—8,7 мм, тонкий, декорований піщинками. Вхід закритий черепашками молюсків.